# ARTA Software
ARTA — производитель программного обеспечения с международной сетью центров решений, оказывающих услуги операционного консалтинга и автоматизации бизнес-процессов на принципах бережливого производства. Основана в 2005 году в городе Астана, Республика Казахстан. На начало 2016 года штат 150 человек в 6 локациях: Москва, Санкт-Петербург, Астана, Алматы, Шымкент, Атырау.
ARTA оказывает услуги трансформации бизнеса для средних и крупных организаций в области выявления точек потерь, разработки проекта изменений, автоматизации бизнес-процессов и сопровождения решений на основе программной платформы ARTA SYNERGY. Решения на основе программной платформы ARTA SYNERGY используют более 200 организаций в различных областях экономики, среди которых в Казахстане: Казахтелеком, КазМунайГаз, Объединённая химическая компания, Министерство образования и науки Казахстана, в России: Центральный телеграф (компания), Комитет по строительству (Санкт-Петербург) и многие другие.

## История
В 2009 году была выпущена игра Astana Racer.

## ARTA SYNERGY
Программная платформа ARTA SYNERGY — основной программный продукт компании ARTA, предназначенный для многократного ускорения разработки, внедрения и сопровождения бизнес-приложений уровня предприятия. Используется для автоматизации деятельности для достижения целей в области увеличения продаж, повышения лояльности клиентов, снижения издержек и увеличения стоимости компании. Объединяет пользователей работающих как в офисе (web-интерфейс), так и «в поле» через мобильное приложение (iOS, Android). Разработана для консультантов работающих над оптимизацией и автоматизацией бизнес-процессов, позволяет ускорить процесс доставки приложений в 5-7 раз, в сравнении с разработкой «с нуля». Позволяет разрабатывать широкий спектр приложений уровня предприятия, за счёт объединения в себе возможностей платформ следующих классов:
- Enterprise Content Management (ECM)
- Business Process Management (BPM)
- Project & Project Portfolio Management (PPM)
- Business Activity Monitoring (BAM)

В рейтинге ИТ-компаний Казахстана по версии «Эксперт РА Казахстан» 2012 года Arta Software была на 8-й позиции с оборотом 520 млн тенге. По итогам 2013 года компания поднялась на четвертую строчку с оборотом почти 981 млн тенге. По итогам 2014 года — сохранила четвертую позицию с выручкой 836 млн тенге. Компания сформировала почти 100 % своего дохода по позиции «Разработка программного обеспечения». Доходы компании снизились на 15 % в сравнение с 2013 годом.